# Chenopodium bryoniifolium
Chenopodium bryoniifolium är en amarantväxtart som beskrevs av Aleksandr Andrejevitj Bunge. Chenopodium bryoniifolium ingår i släktet ogräsmållor, och familjen amarantväxter. Inga underarter finns listade i Catalogue of Life.